# Erómeno

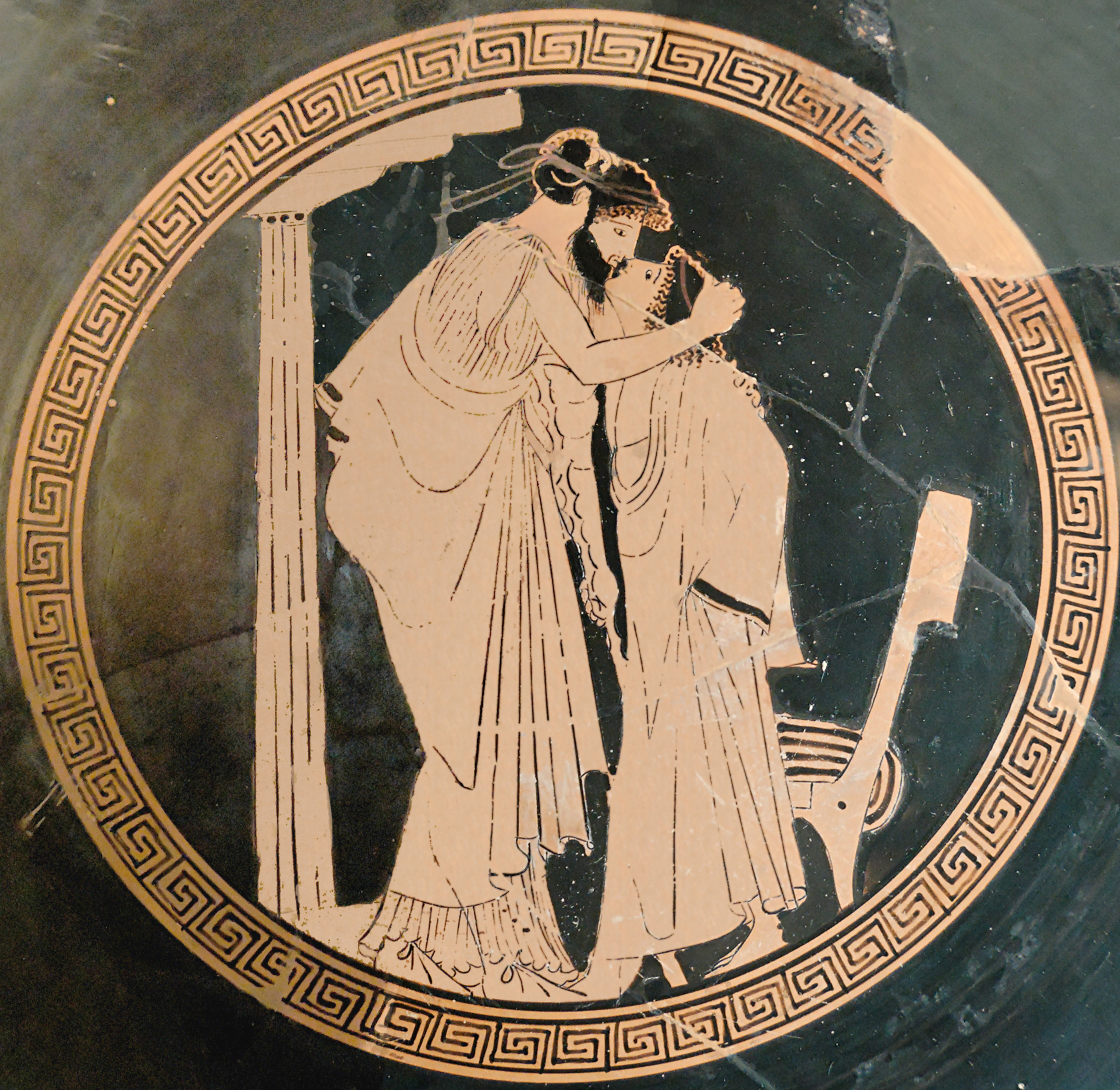
Erastés y erómeno. Copa ática de figuras rojas,, Museo del Louvre.

En la Grecia antigua, un erómeno (en griego ἐρώμενος erómenos, pl. ἐρώμενοι erómenoi) es un adolescente comprometido en una pareja pederástica con un hombre adulto, llamado erastés.
Un joven muchacho era susceptible de convertirse en erómeno desde el momento en que salía de la estancia de las mujeres, el gineceo, para frecuentar la palestra, donde recibía una educación intelectual y física.
Este estatus social, aunque reconocido y codificado por las sociedades antiguas, era practicado sobre todo por la aristocracia, más habitualmente en el orden ecuestre – Curetes o Kourètes.
Se consideraba que la aparición de la barba en el mentón del joven ponía fin a la posibilidad de este estatus social, si bien algunas veces continuaban las relaciones iniciadas con anterioridad.